# 莫顯績
莫顯績（越南语：／，？—？）是越南李朝的一位官員。
莫顯績是至靈縣隴洞廊（今海陽省南策縣南新社）人。1086年，李仁宗舉行科舉考試，考察國內有文學才能之人。莫顯績通過考試，成為繼黎文盛之後的第二位科舉第一名，被李仁宗任命為翰林學士。此後，又升尚書。
陳朝時期的狀元莫挺之是莫顯績的五世孫。莫朝建立者莫登庸也是莫顯績的後裔。

## 腳註
1. ↑  《大越史記全書·本紀·卷之三》〔廣祐〕丙寅二年、宋哲宗煦元祐元年條
2. ↑  .   [2014-03-02]. （原始内容存档于2011-08-10）.